# Amorphophallus coaetaneus
Amorphophallus coaetaneus är en kallaväxtart som beskrevs av S.Y.Liu och S.J.Wei. Amorphophallus coaetaneus ingår i släktet Amorphophallus och familjen kallaväxter. Inga underarter finns listade.